# Welsh Corgi Cardigan
Pour les articles homonymes, voir Welsh Corgi.
Le Welsh Corgi Cardigan est une race de chiens originaire du Pays de Galles.

## Origine
Le mot « Corgi » est issu du gallois « Cur ci », ou « Cor ci », signifiant « chien nain ».
En 1934, le Kennel Club anglais reconnaît les Welsh Corgis Cardigan et Pembroke comme deux races bien distinctes.
Races anciennes, bien que d'origines différentes, les Corgis étaient traditionnellement utilisés pour conduire et garder les troupeaux de vaches, de poneys et d'oies, mais participaient aussi à la vie rurale des paysans gallois car ils gardaient les fermes et en chassaient si besoin les nuisibles. 
Les Corgis étaient communément appelés « heelers » (« talonneurs »), à cause de leur façon de conduire le bétail : en le pinçant au jarret. Certains conservent d'ailleurs naturellement cet atavisme.
On pense que les origines des Welsh Corgis Cardigans remontent à il y a plus de 3 000 ans au pays de Galles. Le Welsh Corgi Cardigan descend de la famille des bassets, qui a aussi produit le teckel.
Il aurait été amené là par les tribus celtiques qui émigraient au pays de Galles depuis l’Europe centrale. Ce chien primitif serait une forme de transition entre les familles des bassets et des spitz.